# 589718 Csopak
589718 Csopak este o planetă minoră (asteroid) din centura de asteroizi. A fost descoperită pe 6 septembrie 2010 la Piszkéstetői Obszervatórium⁠(d) de . 
Obiectul prezintă o orbită caracterizată de o semiaxă mare de 3,0521570280494 UAi, o excentricitate de 0,15152642965726, o înclinație de 12,932047530615 ° în raport cu ecliptica.